# Cseley Géza
Cseley Géza (1851 – Budapest, 1882. február 6.) hivatalnok.
Magyar királyi honvédelmi és miniszteri fogalmazó és a budapesti tőzsde másodtitkára volt. Cikkeit a Magyar Föld című lapban jelentette meg.